# Azulejo-real
O azulejo-real (Passerina caerulea) é uma ave passeriforme norte-americana de tamanho médio da família Cardinalidae. É principalmente migratório, invernando na América Central e se reproduzindo no norte do México e no sul dos Estados Unidos. O macho é azul com duas faixas marrons nas asas. A fêmea é principalmente marrom, com penas azuis dispersas na parte superior e duas faixas marrons nas asas.

## Taxonomia
O azulejo-real foi formalmente descrito pelo naturalista sueco Lineu em 1758 na décima edição de sua obra Systema Naturae com o nome binomial Loxia caerulea. O epíteto específico caerulea é a palavra latina para “azul”, “azul-celeste" ou “azul-escuro”. Linnaeus baseou sua própria descrição na espécie descrita e ilustrada por Mark Catesby em sua obra The Natural History of Carolina, Florida and the Bahama Islands. O livro foi publicado em 1729-1732. Catesby indicou a localização como Carolina e Linnaeus especificou a América. A localização do tipo agora está restrita à Carolina do Sul.
Alguns taxonomistas colocaram o azulejo-real em seu próprio gênero monotípico, Guiraca, mas em 2001 um estudo filogenético molecular de sequências de DNA mitocondrial descobriu que o azulejo-real, apesar de ser fisicamente maior, estava aninhado dentro do gênero Passerina e era o mais estreitamente relacionado à mariposa-lazúli. Portanto, a espécie agora é colocada com os aves norte-americanas em Passerina, um gênero que foi introduzido pelo ornitólogo francês Louis Pierre Vieillot em 1816.
São reconhecidas sete subespécies:
- P. c. caerulea (Lineu, 1758) - sudeste e centro-sul dos EUA
- P. c. interfusa (Dwight [en] & Griscom, 1927) - centro-oeste dos EUA e norte do México
- P. c. salicaria (Grinnell [en], 1911) - sudoeste dos EUA e noroeste do México
- P. c. eurhyncha (Coues, 1874) - centro e sul do México
- P. c. chiapensis (Nelson, 1898) - sul do México até a Guatemala
- P. c. deltarhyncha (van Rossem [en], 1938) - oeste do México
- P. c. lazula (Lesson, 1842) - sul da Guatemala ao noroeste da Costa Rica

## Descrição
O macho do azulejo-real é azul escuro, com preto e marrom nas asas. A fêmea é predominantemente marrom. Ambos os sexos se distinguem por seu bico grande e profundo e pelas faixas duplas nas asas. Essas características, bem como o tamanho relativamente maior do azulejo-real, distinguem essa espécie da mariposa-azul. O comprimento pode variar de 14 a 19 cm e a envergadura das asas é de 26 a 29 cm. A massa corporal é normalmente de 26 a 31,5 g.

## Distribuição e habitat
Trata-se de uma ave migratória, com áreas de nidificação na maior parte da metade sul dos Estados Unidos e em grande parte do norte do México, migrando para o sul da América Central e, em número muito pequeno, para o norte da América do Sul; o registro mais ao sul vem do leste do Equador.
Essa espécie é encontrada em habitat parcialmente aberto com árvores dispersas, matas ciliares, arbustos, moitas, terras cultivadas, bordas de matas, campos cobertos de vegetação ou cercas vivas.

## Comportamento e ecologia

### Reprodução
O azulejo-real faz seu ninho em uma árvore ou arbusto baixo ou em um emaranhado de vegetação, geralmente de 1 a 2,5 m acima do solo, muitas vezes na borda de uma área aberta.

### Alimentação
Ele se alimenta principalmente de insetos, mas também come caracóis, aranhas, sementes, grãos e frutas silvestres. O azulejo-real se alimenta principalmente no solo.

## Galeria

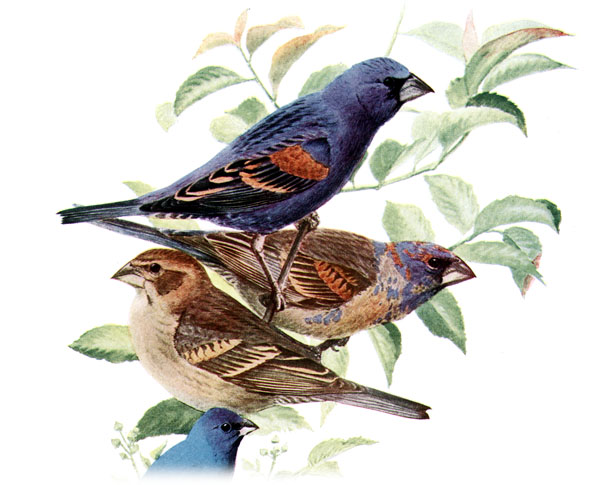
Macho (superior), fêmea (inferior).
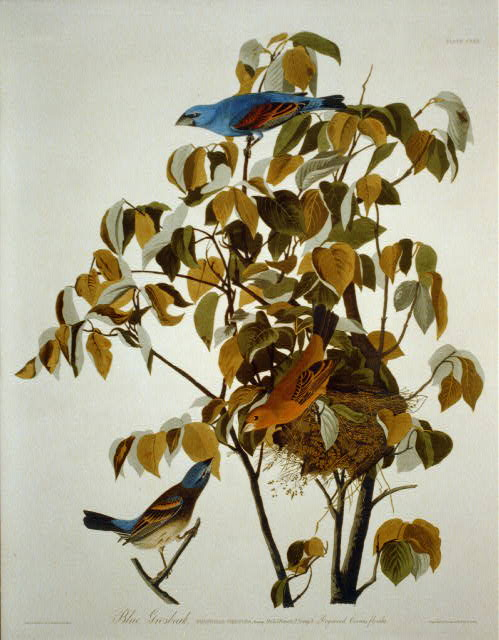
Azulejo-real em Birds of America.
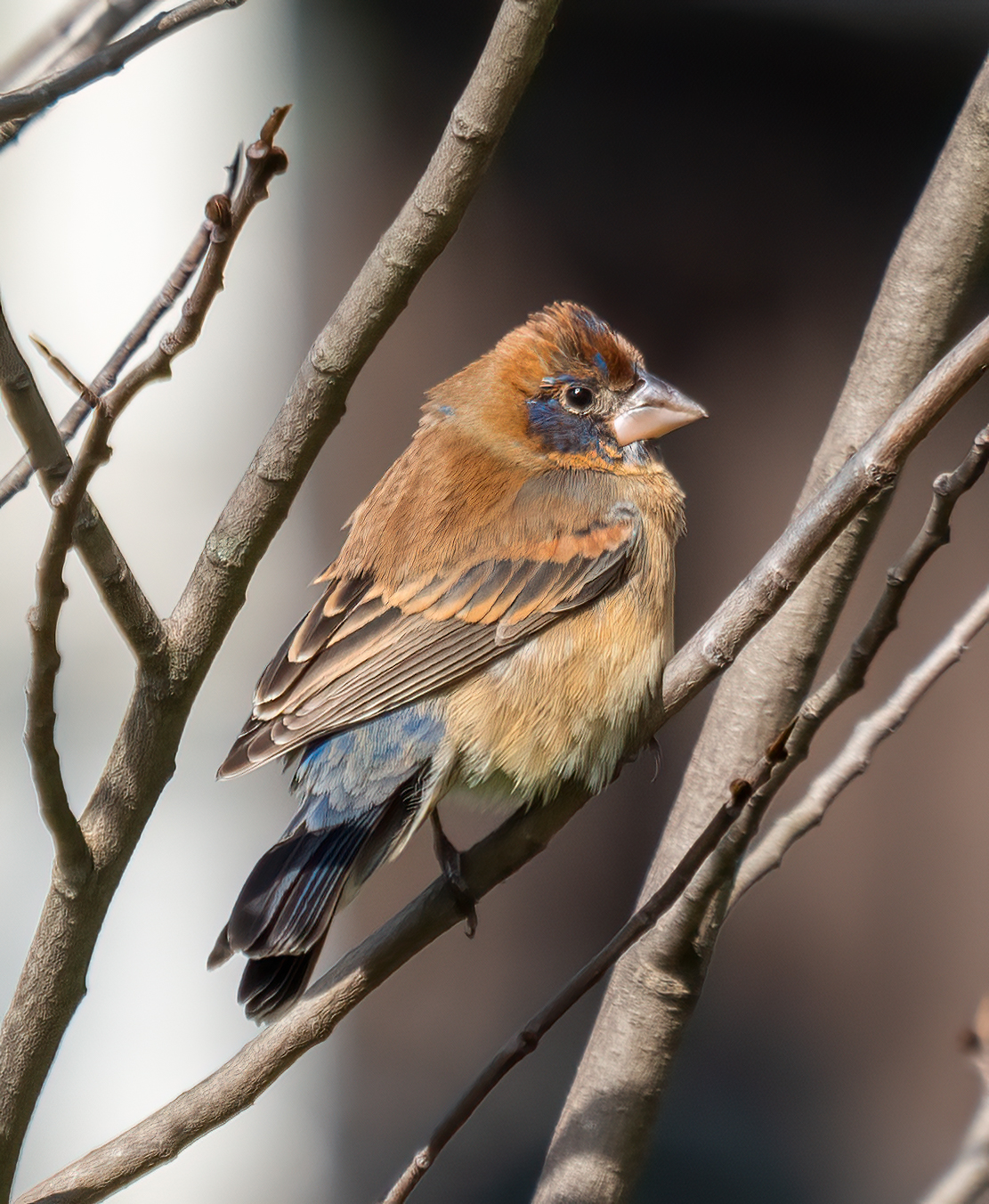
Macho imaturo com rosto e cauda parcialmente azuis.